# یوشیهیرو ۵۹۱۵
سیارک ۵۹۱۵ (به انگلیسی: 5915 Yoshihiro، نامگذاری:1991EU) پنج هزار و نهصد و پانزدهمین سیارک کشف شده‌است که در ۹ مارس ۱۹۹۱ کشف شد.
قدر مطلق سیارک برابر ۱۳٫۷۰ است.